# تروي دريك
تروي دريك (بالإنجليزية: Troy Drake)‏ هو لاعب كرة قدم أمريكية أمريكي، ولد في 15 مايو 1972 في بايرون في الولايات المتحدة.

## وصلات خارجية
- تروي دريك على موقع مرجع كرة القدم المحترفة.كوم (الإنجليزية)